# 八卦山隧道
八卦山隧道（英語：Baguashan Tunnel）是臺灣的公路隧道之一，位於台76線林厝交流道與中興系統交流道之間，左線（西行）、右線（東行）全長分別為4,928公尺與4,935公尺，為全臺灣第三長的公路隧道。隧道貫穿八卦台地，東西連接彰化縣員林市與南投縣草屯鎮，通車後使彰化與南投兩地往返時間大幅減短。

## 歷史
- 1996年11月15日土木標開工。
- 2000年10月5日發生隧道上方的民宅塌陷意外，停工一年。
- 2005年4月29日第一階段通車，僅開放小型客車及小貨車行駛。
- 2005年9月5日發生首起車禍。車主疑似酒駕，行經隧道時撞上旁邊的牆壁，造成火燒車。
- 2006年1月1日開放大客車行駛。
- 2007年1月1日開放總重21噸以下大貨車行駛，惟載運危險物品、超長、超寬、超高的車輛以及聯結車仍禁止行駛。

## 相關資訊
- 車道數：隧道為雙孔雙向車道設計。
- 速限：80公里/小時
- 興建單位：交通部公路總局
- 維護單位：交通部公路總局第二區養護工程處

## 外部連結
- 台76線（漢寶草屯線）八卦山隧道 - 交通部公路總局（繁體中文）